# Campbelltown Stadium
O Campbelltown Stadium é um estádio localizado na cidade de Leumeah, estado de Nova Gales do Sul, na Austrália. Foi inaugurado na década de 1960 e tem capacidade para 20 mil pessoas, é usado para jogos de futebol e rugby league, é a casa do time Wests Tigers da NRL juntamente com o Leichhardt Oval.